# Crépide des Alpes rhétiques
Crepis rhaetica
Espèce
La Crépide des Alpes rhétiques (Crepis rhaetica) est une espèce de plantes à fleurs de la famille des Asteracées.
En France, l'espèce est protégée sur l'ensemble du territoire métropolitain.